# Amarok (mitologia)
Amarok ou amaroq é um lobo gigante da mitologia inuíte que persegue e devora qualquer pessoa que caça sozinha à noite. Trata-se de um gigantesco lobo solitário. Existem diversas lendas sobre o Amarok.
Amarok faz parte do conceito de criação da vida, onde de um buraco no gelo nasceu o caribu, que foi fonte de vida e alimento ao homem, mas, com o tempo, o caribu ficou fraco e doente. Então, do mesmo buraco no gelo, nasceu o Amarok, nome de um lobo gigantesco na mitologia Inuit. Caçou e caça os caribus doentes deixando os fortes e saudáveis para se reproduzir e assim manter a manada saudável.